# Zavargások az 1956-os forradalom 50. évfordulóján
Az 1956-os forradalom kitörésének ötvenedik évfordulóján, 2006. október 23-án Budapesten be nem jelentett tüntetések kezdődtek, amelyek a délutáni óráktól összecsapásokba torkollottak a rendőrség és a kormányellenes tüntetők között. A Belvárosban a Fidesz külön tömeggyűlésen tartott ünnepi megemlékezése végeztével az onnan hazafelé igyekvők csoportjába belekeveredtek a tüntetők, és a rendőrség az egyesült tömeget egységesként kezelve kezdett az oszlatásukba.
A kövekkel, fémrudakkal támadó tömeg létszáma és ellenséges magatartása miatt a rendőrség szükségesnek ítélte az erőszakot, de a fellépésük időnként meghaladta a jogszerű szintet, mert már ellenállásra képtelen személyekkel szemben is erőszakot alkalmaztak. A számos esetben aránytalan mértékű, szükségtelenül és törvénysértően alkalmazott erőszak, a több esetben megvert vagy letartóztatott jelenlevők, illetve a fogvatartás során elkövetett további bántalmazások jogi, erkölcsi és politikai vitát robbantottak ki, s tovább polarizálták a közvéleményt.
2010 februárjában Bencze József országos rendőrfőkapitány elnézést kért a rendőri bűncselekményekért. Az Országgyűlés 2010. június 8-i (33/2010.) határozatában „mint a Magyar Köztársaság legfőbb népképviseleti szerve, bocsánatot kér az ország mindazon polgárától, akit akár az állami vezetői mulasztások, akár a törvénytelen rendőri fellépés folytán alapjogi sérelem ért.”

## Előzmények
2006. szeptember 17-én nyilvánosságra kerültek az áprilisi választáson hatalomra kerülő Gyurcsány Ferenc miniszterelnök május 26-án az MSZP frakció zárt balatonőszödi ülésén tartott záróbeszéde, mely többek között saját kormánykoalíciója szándékolt és rendszeres hazugságairól, illetve a parlamenti választások előtt a választók elől eltitkolt tényekről szólt.
A beszéd kiszivárgását követően 24 órán belül Budapesten és több vidéki városban is tüntetéssorozat kezdődött, amelyben a tiltakozók a kormányfő lemondását követelték. A tüntetők napokon belül különböző csoportokat, szervezeteket alakítottak, melyeket egységesen Kossuth térieknek neveztek el. Szeptember 18-án a tüntetők egy petíciót készítettek, amit az MTV-ben akartak beolvastatni. Miután a biztonságiak nem engedték be a küldötteket az épületbe, a tömeg átvonult a Szabadság térre, és ott megrohamozta és megrongálta a Magyar Televízió székházát, jelentős anyagi kárt okozva.
A következő napokban folyamatos volt a tüntetés és a kormányellenes tiltakozás. A radikális és kevésbé radikális, a békés és a szélsőséges csoportok (pl. a Hatvannégy Vármegye Ifjúsági Mozgalom, a Lelkiismeret ’88 csoport, a kuruc.info körüli személyiségek) kapcsolatba kerültek a Jobbik Magyarországért Mozgalom és a MIÉP vezetőivel, valamint a Magyarok Világszövetsége és a MAGOSZ egyes vezetőivel is. Az önkormányzati választások befejezte után, melyet elsöprő többséggel a Fidesz és szövetségesei nyertek, Sólyom László köztársasági elnök október 1-jei beszédében kétségtelenné tette, hogy Gyurcsány Ferencet tartja a kialakult helyzet fő felelősének és egyúttal felhívta a kormánypártok figyelmét arra, hogy a miniszterelnököt leváltani csak nekik van lehetőségük.
Október 6-án az Országgyűlésben név szerinti bizalmi szavazáson Gyurcsány Ferenc 207 igennel 165 ellenében, tartózkodás nélkül bizalmat kapott. Orbán Viktor rögtön a szavazás után, a Kossuth térre meghirdetett Fidesz nagygyűlésen beszédet mondott. Szerinte „a választók szembekerültek választott vezetőikkel”. A közhangulat ezután is feszült maradt, és a Kossuth tériek tovább tüntettek.

## A budapesti tüntetések és zavargások időrendje és helyszínei

### Kossuth tér
Október 23-án hajnalban a rendőrség kiürítette a budapesti Kossuth teret a napközben zajló, állami ünnepségre érkezők – köztük három király, 18 államfő, 6 kormányfő és több nemzetközi szervezet vezetője – biztonságára hivatkozva. Takács András, a Magyar Nemzeti Bizottság 2006 szervezet politikai ügyvivője bejelentette, hogy „mivel a rendőrség feloszlatottnak tekinti a demonstrációt, oda már nem térhetnek vissza, és az alkotmányozó nemzetgyűlést sem tudják megtartani”. A Magyar Nemzeti Bizottság 2006 bejelentette, hogy panasszal fog élni a rendőrség oszlatásának jogosságával szemben.
2010-ben a Legfelsőbb Bíróság (LB) megállapította, hogy jogellenes volt a tér kiürítése.
A rendőrség a demonstrálók mintegy ötven fős csoportját körbezárta a Széchenyi és a Nádor utca sarkánál fél tíz körül. Demszky Gábor helytelenítette a Kossuth tér kiürítését. Az MTI helyszínen tartózkodó tudósítója szerint a Parlament előtti 56-os ünnepség helyszíne közelében, a hétfő délelőtti zászlófelvonás ideje alatt gumibottal támadtak rendőrök demonstrálókra, köztük nőkre és idősekre.
A rendőrség közleményére alapozva a médiában sorozatosan jelentek meg fényképek a tüntetők sátraiban talált „fegyverarzenálról”: kődarabokról, lándzsákról, késekről, zokniba töltött faszénről, kalapácsokról, fűrészekről, csőfogókról, „harci vasgolyókról”, valamint „gyúlékony anyagokról”. Takács András, az MNB 2006 politikai ügyvivője közleményben jelentette ki: az eszközök a sátrak és a fából készült színpadok felállításánál és karbantartásánál eddig is rendszeresen és békés célokra használt eszközök, a „harci golyók” egy pétanque nevű szabadtéri játék kellékei, és ezeket a veszélyesnek is minősíthető eszközöket a rendőrség felszólítására halmozták fel a konyhasátornál az előzetes egyeztetések alapján, hogy megkönnyítsék a tér biztonsági átvizsgálását. A „gyúlékony anyagok” közül a benzin a színpadtechnikát árammal ellátó aggregátor üzemanyaga, a gázpalackokat pedig meleg ételek elkészítésére használták. A rendőrség bejelentette, hogy „felfegyverkezve gyülekezés” miatt eljárást fog indítani a tüntetők ellen.

### Bazilika
Fél tizenegy körül több tucat fiatal gyűlt össze a Szent István-bazilikánál. Ők angol nyelvű transzparensekkel szerettek volna az állami ünnepség helyszínére vonulni, de a rendőrség előbb feltartotta, majd távozásra kérte őket, erre a tömeg nagyobb része átvonult a Roosevelt (ma Széchenyi István) térre, majd onnan vissza a bazilikához, ahol Papp Lajos szívsebész is feltűnt a tüntetők között. Papp Lajos azt javasolta, hogy, ha jönnek a rendőrök, vonuljanak be a templomba, mivel ott nem bánthatják őket. Ezt az ötletet az Origo riportja szerint elvetették, a Hír TV tudósítása szerint viszont felhívták a tömeg figyelmét: nem maradhatnak a helyszínen, mivel az nincs bejelentve, de vonuljanak a Corvin közbe, mivel ott bejelentett megemlékezés zajlik. A rendőrség a Nyugati tér felé szorította a tüntetőket.

### Corvin köz
A bazilikánál lévő demonstrálók – akiknek száma ekkor már elérte az 1000 főt – fél 12 körül indultak a Corvin köz felé, ahová 12:15 körül meg is érkeztek. Útközben a rendőrség által körözött Budaházy György levelét osztogatták, aki az írásában tagadta, hogy lázadást készítene elő. A kb. 7000-esre nőtt tömeg nem fért be a szűk utcába, így nagy részük a Nagykörúton állt, ezzel megbénítva a közúti járműforgalmat. A Corvin közbe 13 óra körül motorosok érkeztek, akik csatlakoztak a tüntetőkhöz, megjelent Wittner Mária és Pitti Katalin. A tüntetők fél kettő körül döntötték el, hogy a Kossuth tér felé vonulnak tovább, azonban csak egy órával később indultak el.

### Deák tér
A Corvin közből elindult demonstrálók fél három körül érkeztek meg az Astoriára, és továbbvonultak a Deák Ferenc tér irányába. A tömeg 15 órakor érkezett a Bajcsy-Zsilinszky út és az Alkotmány utca sarkán felállított kordonhoz. A Gönczöl-jelentés szerint az első erőszakos fellépésére negyed négykor került sor: rendbontók nekitámadtak az Alkotmány utca sarkán felállított kordonnak, majd áttörték és késsel megsebesítettek egy rendőrt. A lezárt területre behatolva kövekkel, üvegekkel, vasrudakkal támadtak a rendőrökre, barikádokat emeltek és gyújtogattak. A rendőrség az Alkotmány utcában könnygázzal, a Bajcsy-Zsilinszky úton vízágyúval oszlatásba kezdett. A tüntetők és a rendőrök között összecsapások alakultak ki, négykor a demonstrálóknak sikerült elfoglalniuk egy BKV buszt is. A demonstrálók a Deák térre szorultak vissza, ahol ekkor már legkevesebb 4000-en voltak.
A rendőrök színes jelölőfestéket szórtak a Deák tér környékén álló tüntetőkre, eközben a tüntetők egy kisebb csoportja házi készítésű röplapok osztogatásával próbálta a Fidesz nagygyűlésén álló tömeget a Deák térre hívni, sikertelenül. A bazilikánál délután négy körül eközben több ezren gyűltek össze. A rendőrök állítása szerint néhányan utcakövekkel dobálták őket. Az Arany János utcánál a tüntetők barikádokat építettek, a Városháza parkban a Liberálisok háza előtt álló, „A szabadság városa” felirat másfél méteres betűiből, a „szabadság” feliratot az út közepén felállítva. A rendőrök könnygázt és gumilövedékeket lőttek rájuk. A Bajcsy-Zsilinszky és az Andrássy út kereszteződésében a különleges egységek könnygázgránátokat vetettek be oszlatás céljából. Ugyanitt géppuskából vaktölténnyel, sörétes puskából riasztólövedékkel adtak le figyelmeztető lövéseket.

### Fidesz-nagygyűlés az Astoriánál

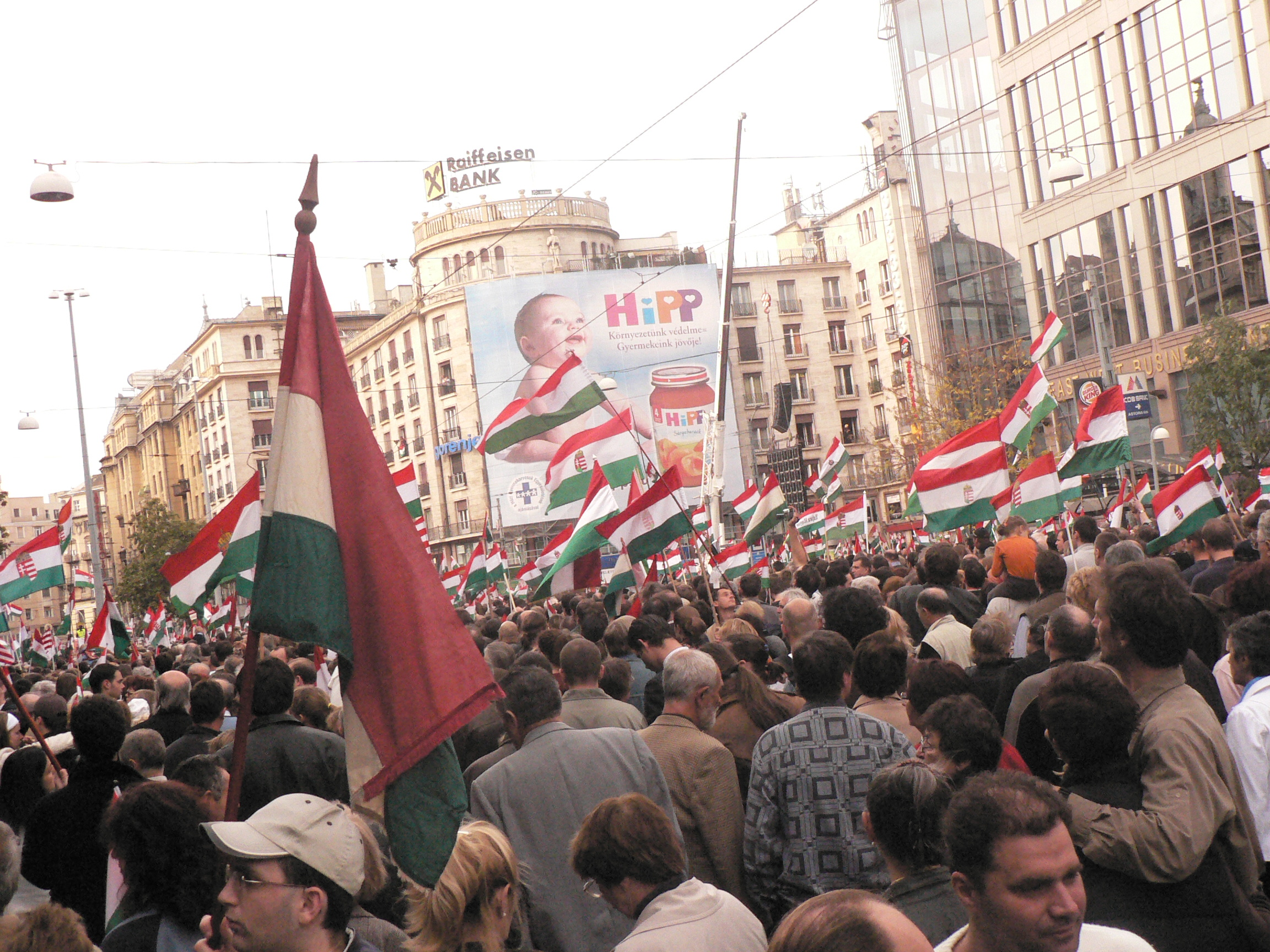
Nagygyűlés az Astoriánál

Eközben négy órakor megkezdődött a Fidesz megemlékezése az Astoriánál, ahol a Magyar Nemzet online kiadása szerint százezer résztvevő előtt felszólalt Wilfried Martens, az Európai Néppárt elnöke, aki beszédében mindenért egyedül Gyurcsány Ferencet tette felelőssé, Kárpáti György vízilabdázó, a „melbourne-i vérfürdő” egyik egykori résztvevője és Orbán Viktor, a Fidesz elnöke. Orbán ügydöntő reformnépszavazás kezdeményezéséről számolt be „a tanügy, az egészségügy, a nyugdíjak és a demokratikus garanciák kérdésében”.
A nagygyűlésen nem közölték a tömeggel, hogy a Deák téren tömegoszlatás zajlik, bár a körúton a Deák tér felé állók nagy része hallhatta a könnygázgránátok robbanásait. A Deák térre szorított tömeg hosszú ideig nézett farkasszemet a rendőrökkel, köztük és a Fidesz-nagygyűlés tömege között a rendezvény végéig több száz méteres szabad tér volt, amelyen csak ritkásan álltak vagy mozogtak emberek. A Fidesz-megemlékezés végén (17:45) a műsorvezető azt tanácsolta a résztvevőknek, hogy a Blaha Lujza tér, illetve a Kálvin tér irányába induljanak, mert a Deák tér felé nem célszerű, mégis sokan, akik arrafelé laktak, arra vették az irányt. Az oszlató kötelék a gyűlés befejezte után mindössze 51 másodperccel  megkezdte a támadást a Deák téri tömeg ellen, feltételezve, hogy a Fidesz-gyűlésről „a normális és tisztességes emberek” az ellenkező irányba távoznak. A tüntetőket fokozatosan az Astoriához szorították; a rendőrséghez közel álló Papp-bizottság jelentése szerint a Fidesz-nagygyűlés tagjainak ezalatt mintegy háromnegyed óra állt rendelkezésére a helyszín elhagyására, bár egyes szemtanúk ezt a kérdést jóval árnyaltabban látják, és az Országgyűlés Emberi jogi, kisebbségi, civil- és vallásügyi bizottságának az események kivizsgálására létrejött albizottságának vizsgálata után készült jelentés is elmarasztalta a rendőrséget az oszlatás szakszerűtlen volta miatt.

### Városháza tér

A beindított T–34-es harckocsi

Fél öttől kezdve a Deák téren és a Városháza téren a rendőrök folyamatosan lőtték a könnygázgránátokat, gumilövedékeket, illetve használták a vízágyút, válaszul a demonstrálók egy része utcaköveket dobált feléjük.
17:45 körül a tüntetők torlasz gyanánt az útra tolták a Városháza téren kiállított korabeli 1956-os járműveket, majd tíz perccel később beindítottak egy T–34-es tankot, amely már az 1956-os forradalomban is részt vett. A páncélos néhány zászlót lobogtató emberrel a tetején és több száz lelkes tüntető által követve megindult a vízágyúk és a rendőrsorfal felé. A járművet vezető 65 éves Horváth György nyugalmazott harckocsizó száz méter megtétele után megállt, mert túl veszélyesnek ítélte a továbbhaladást. Ekkor a rendőrök gumilövedékeket és 30-50 könnygázgránátot lőttek pár másodperc alatt a tüntetők közé, amivel megállították a rohamot, majd egyből támadtak és a már álló tankot körbevették. Horváth Györgyöt kirángatták a harckocsiból és megverték. Az egyik könnygázgránát a Deák téri aluljáróba gurult be. Hat előtt tíz perccel általános rendőri támadás indult a tüntetők ellen, akik a Dohány utca irányába és az Astoria felé menekültek, ahonnan a Fidesz nagygyűlés vége után (17:45) a résztvevők elindultak hazafelé – többen a Deák tér irányába tartva.

### Dohány utca, Dob utca

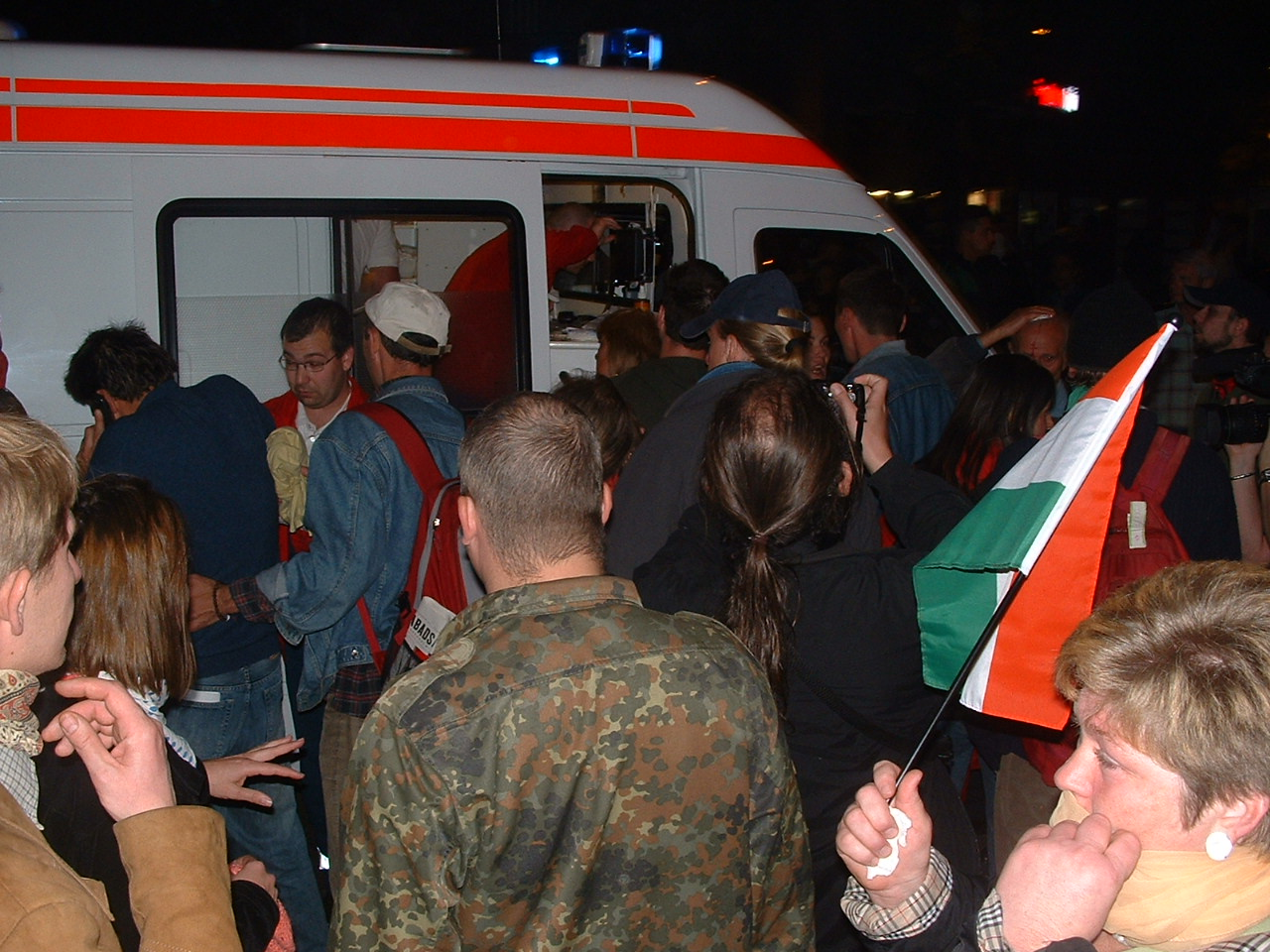
Egy mentőautó sebesülteket lát el a Dohány utcai zsinagóga előtt 18 óra tájban

Hat óra körül lovasrendőri rohamra és kardlapozásra került sor. 18:15-kor a tüntetők egy kisebb csoportja a Dohány utcai zsinagóga előtt sörösüvegeket hajigált, rigmusokat skandált. A tüntetést a rendőrök gumilövedékekkel és könnygázzal oszlatták fel, eközben az egyik tüntető szemét 15-20 méterről egy rendőr gumilövedékkel meglőtte, a segítségére igyekvő mentőket pedig könnygázgránát-találat érte. A gumilövedékkel eltalált tüntető egyik szemére megvakult.
A rendőrség a Károly körútról nyíló utcákat a Deák tér és az Astoria között lezárta, az egyetlen Gerlóczy utca kivételével, ott viszont folyamatosan lőtték és gumibotozták az oda beszorított menekülőket.

### Astoria
A rendőrök az Astoria irányába szorították tovább a tüntetőket, akik összekeveredtek a távozóban lévő Fideszes gyűlés résztvevőivel (az Index tudósítójának becslése szerint kb. 8000 emberrel). Fél hét körül a rendőrség már az Astoriára lőtt ki könnygázgránátokat, a nagygyűlés technikai berendezéseiben súlyos károkat okozva. Hét óra előtt tíz perccel állóháború alakult ki az Astoriánál, a rendőrök folyamatosan lőtték a tüntetőket és a korábbi Fidesz-gyűlés résztvevőit. Körülbelül 19:20-kor a rendőrség benyomult az Astoriára, az ott összegyűlt tömeget kétfelé oszlatták. Egyik részét a Blaha Lujza tér felé szorították tovább, a másik részét pedig a Ferenciek tere irányába tolták.
Háromnegyed nyolc körül az Astoria környékén még lőttek a rendőrök, ekkor sérült meg Révész Máriusz is, a Fidesz országgyűlési képviselője, akit a szemtanúk elmondása szerint a rendőrök lőttek fejbe gumilövedékkel akkor, amikor – képviselői igazolványát felmutatva – erőszakosságukért kérdőre vonta őket. A rendőrök – eszméletlen állapotában – később is bántalmazták, emiatt nyolc napon túl gyógyuló sérüléseket szenvedett: eltört a lapockája, és a feje is megsebesült.
Vértesaljai László jezsuita szerzetest többször is bántalmazták a karhatalmi erők. Ártatlanul és békésen viselkedett, mégis besodorták a pajzsok elé, majd a következő felkiáltások hangzottak el a pajzsok mögül: „Húzzátok be a papot!” Miután ez megtörtént ütlegelni és rugdosni kezdték. Megtaposták a kezében tartott nemzeti zászlót is, amelyet Vértesaljai később a templomában kiállított. Az Index hírportál október 31-én kétségbe vonta a pap megverését, és a jelen levő fotóriporterükre hivatkozva azt közölte, hogy a rendőrök nem verték meg, csak többször megrúgták Vértesaljai Lászlót, aki viszont azt állította, hogy ez az eset csak az első konfliktusa volt a rendőrökkel: a sorfalba beemelés és megverés később történt, amit orvosi látlelet is bizonyít.
A Nemzeti Jogvédő Alapítvány feljelentése alapján született ügyészségi határozat megállapította, hogy „a sértettel szemben foganatosított rendőri intézkedés során alkalmazott ütlegelés és rugdosás nem minősíthető sem jogszerű, sem indokolt, sem pedig arányos testi kényszernek, és ezek elkövetői megvalósították ugyan a hivatalos eljárásban elkövetett bántalmazás vétségét, valamint a sérülésekre tekintettel a könnyű testi sértés vétségét is, azonban (...) nem volt megállapítható az elkövetők személye”.

### Felvonulási tér
Negyed nyolc után tűntek fel a Felvonulási téren – amit aznap neveztek át Ötvenhatosok tere névre – rendőrségi engedéllyel és felvezetéssel a Gój motorosok és más kormányellenes demonstrálók. A téren az – egykori Sztálin-szobor talapzatából épített tribün helyére felállított – 1956-os emlékmű átadására készültek. A tömeg addig folyamatosan skandálta a „Gyilkosok, gyilkosok!” rigmust, illetve az ünnepségen megjelent Gyurcsány Ferencet kifütyülték. Folyamatos volt a motorzúgás, dudálás. Később a miniszterelnök balatonőszödi beszédének egyes kifejezéseit idézve kiabált az ekkor már kb. 500-1000 fős tömeg.

### Kálvin tér
Nyolc óra után nem sokkal az Astoriától kiszorított tüntetők egy része a Nemzeti Múzeumnál gyülekezett ismét, őket a rendőrök fél kilenc előtt nem sokkal távozásra szólították fel, majd 21:25-kor megkezdték a mintegy 2000 fős tömeg oszlatását a Kálvin térnél. Szintén negyed tíz körül, mintegy 5 percnyi időre a tüntetők egy része elfoglalta a Kecskeméti utcai rendőrőrsöt.

### Blaha Lujza tér
Negyed tíz körül a Blaha Lujza tér felé kiszorult tüntetők között megjelentek motorosok is. Itt este tízig rengeteg könnygázgránátot lőttek még a tüntetők felé. A háromnegyed tízkor megindult rendőrattak rövid idő alatt szétkergette a tüntetőket, akik nem álltak ellen a rohamnak. A tüntetők a Népszínház utca felé és más kisebb utcákba érkeztek, ahol csoportjuk feloszlott.

### Ferenciek tere
Háromnegyed tíz körül megindult a roham a Kossuth Lajos utcában összegyűlt tömeg ellen is, ahol a már korábban kilőtt könnygázgránátok miatt elviselhetetlenné vált a füstszag. A tüntetők a Ferenciek tere felé vonultak vissza. A korábban az Astoriától a Kálvin tér felé visszavonuló tüntetők egy része is a Ferenciek tere környékére érkezett a mellékutcákon keresztül.
Negyed tizenegy körül újabb rendőrroham még jobban visszaszorította a demonstrálókat, akik az Erzsébet híd pesti hídfőjénél álltak meg. Időközben megérkeztek a Kálvin térről korábban elkergetett tüntetők is, így a tömeg többezresre duzzadt. Az északi Klotild Palota építési területéről állványokat, gerendákat, betonkeverőket hoztak és egy barikád építésébe kezdtek az Erzsébet híd pesti hídfőjénél. A tüntetők a megépített torlaszra benzint öntöttek, terveik szerint a rendőrroham kezdetekor gyújtották volna meg a faszerkezetet. Éjfél után megkezdődött egy másik barikád építése az Erzsébet híd budai hídfőjén is, mivel a tüntetők olyan információkat kaptak, hogy a rendőrök Budáról próbálnak majd előretörni a Ferenciek tere irányába. A budai hídfőn épült barikád azonban sokkal kisebb lett, mint a pesti oldalon lévő.
Éjjel egy órától a Ferenciek terén lévő tüntetők száma elkezdett fogyatkozni, a többségük hazaindult. Ugyanettől az időponttól kezdve már biztosnak volt mondható, hogy Budán rendőrök vonulnak az Erzsébet hídhoz a Hegyalja út irányából. 1:30-kor egy hóekével felszerelt KrAZ teherautó áttörte a híd budai végén emelt barikádot, a rendőrök, rendőrségi autók, rabomobilok elindultak a hídon át a Ferenciek tere felé. Ugyanebben az időpontban könnygázgránátok tömege zúdult a Ferenciek tere felől a tüntetőkre. A rendőrök végigvonultak a hídon és hátba támadták a tüntetőket, akiknek nagy része azonnal elhagyta a helyszínt és futásnak eredt a Váci utca és a pesti alsó rakpart irányába. Csak néhány tucat tüntető maradt az Erzsébet híd pesti hídfőjénél, ők megdobálták a rendőröket, de aztán ők is elfutottak. A környező utcákban ezután még egy ideig folyt a tömegoszlatás. A hídfőre zúdult hatalmas könnygázfelhő reggelre sem oszlott el teljesen, volt olyan üzlet a környéken, ami emiatt zárva maradt.

### A zavargások vége
Az Erzsébet híd pesti hídfőjénél összegyűlt néhány száz fős tömeg szétkergetése után, hajnali két órától a rendőrség egyes egységei bejárták a környező utcákat, de jelentős ellenállásba már nem ütköztek.

### Egyéb helyszínek
Az október 23-áról 24-re forduló éjszaka az SZDSZ Kiss János altábornagy utcában lévő XII. kerületi és az MSZP XI. kerületi irodáját Molotov-koktéllal felgyújtották. A Fidesz-MPSZ a Fejér Lipót utcában lévő egyik XI. kerületi irodájának ajtaját ürülékkel kenték be.

## Események országszerte
Szombathelyen Molotov-koktélt dobtak az MSZP-irodára, egy héttel később a Fidesz-MPSZ és ismét az MSZP irodáját rongálták meg.
Esztergomban betörték az MSZP-iroda ablakait, lefeszítették a párt nevét tartalmazó táblát és felfeszítették a szomszédos üzlet ablakait. A városi rendőrség szerint az elkövetők Budapestről hazatérő tüntetők lehettek.

## A tüntetések és zavargások utóélete
Október 23. után a rendőri fellépés megítélésének kérdése került a belpolitikai viták középpontjába, a nyilvánosságot két merőben ellentétes értelmezés uralta. A Fidesz és a radikális jobboldali szervezetek szerint a fellépés „diktatórikus hatalmi intézkedés” volt, amely az ellenvélemény elnyomását szolgálta. Az MSZP és az SZDSZ az erőszak mögöttes okát a „Fidesz hatalmi politikáját szolgáló uszító kampányban” látták, „indokoltnak és törvényesnek” tartották a rendőrség fellépését.
A rendőrség vezetőit, az igazságügyi-rendészeti és a kancelláriaminisztert október 31-én összevont parlamenti bizottság számoltatta be az eseményekről. Bene László országos rendőrfőkapitány hang- és videódokumentumokat mutatott be, ezekre mint bizonyítékokra hivatkozott abból a célból, megerősítse a rendőrség álláspontját abban a kérdésben, hogy a Fidesz-gyűlés és a tömegoszlatás tudatos időbeli szétválasztását megvalósította a rendőrség, illetve, hogy a rendőrség az erőszakosan fellépő zavargókkal szemben kezdte meg a tömegoszlatást. A bizottság üléséről készült jegyzőkönyveket Szilvásy György kancelláriaminiszter 80 évre titkosíttatta. Később az ülés zárt részének anyagából nyilvánosságra hoztak egy lehallgatott telefonbeszélgetést, illetve a rendőrségi rádióforgalmazás részletét, amely szerint a Deák téren összegyűlt demonstrálók „húzták rá” a rendőröket a Fidesz-nagygyűlés résztvevőire. 2011-ben a második Orbán-kormány feloldotta a titkosítást. Kiderült, hogy Szilvásy György lehallgatott beszélgetésekre hivatkozva azt állította, hogy a zavargások hátterében „legális és nem legális körök” összefonódása állt.
A TASZ, a Nemzeti Jogvédő Alapítvány, az Amnesty International és az ENSZ kínzások kivizsgálásáért felelős bizottsága vitatták a rendőri fellépés arányosságát és szakszerűségét, a vipera nevű fegyver és a gumilövedékek használatának indokoltságát.
Heves vita tárgya volt az is, hogy a símaszkos rendőrök egy törvényellenes belső utasítás miatt nem viseltek azonosító jelet, így utólag jórészt nem lehetett megállapítani személyazonosságukat, és az általuk megvalósított bűncselekmények utáni felelősségre vonásuk is kétségessé vált.
A Fidesz-MPSZ fáklyás menetet szervezett 2006. november 4-én a fővárosban, egyrészt megemlékezve az 1956-os forradalom leveréséről, másrészt elítélve a 2006. október 23-i  rendőri brutalitást.
Az ENSZ kínzás elleni bizottsága (Committee against Torture – CAT) 2006. novemberi jelentésében különös aggodalmának adott hangot a 2006 szeptemberében és októberében Budapesten lezajlott tüntetések során történt rendőri fellépésre – aránytalan kényszerítőeszköz-használatra és bántalmazásokra – vonatkozó híradások miatt.
2007. február 21-én a Magyarországra látogató Franco Frattini, az Európai Bizottság alelnöke a rendőrök képzését, a rendőri azonosítók használatát és a gumilövedékek használatának mellőzését, valamint a civil kontroll megerősítését és az erőszakot elszenvedettek eseteinek kivizsgálását szorgalmazta.
Az Amnesty International éves jelentésének Magyarországról szóló fejezete a rendőrség által alkalmazott túlzott mértékű erőszakról és durva bánásmódról tudósított, melyet a 2006. szeptember 17. és 20. közötti időszakban és október 23-án, az 1956-os forradalom kitörésének évfordulóján történtek meg.
A következő két évben, elsősorban a nemzeti ünnepeken (március 15-én, vagy október 23-án) sor került utcai megmozdulásokra a fővárosban. A demonstrációkon való részvételre internetes oldalakon, mint a Kuruc.info, vagy a Szent Korona Rádió weboldalán buzdítottak a szervezők.
2008. október 23-án a rendőrség letartóztatta Tölgyesi Krisztián korábbi olimpikont, akinél távirányítással működésbe hozható bombákat találtak. A volt cselgáncsozó elmondása szerint a bombákat a rendőrtámadás elleni „védekezésre” terrvezte használni, egy esetleges barikád emelésénél.

### Sérültek

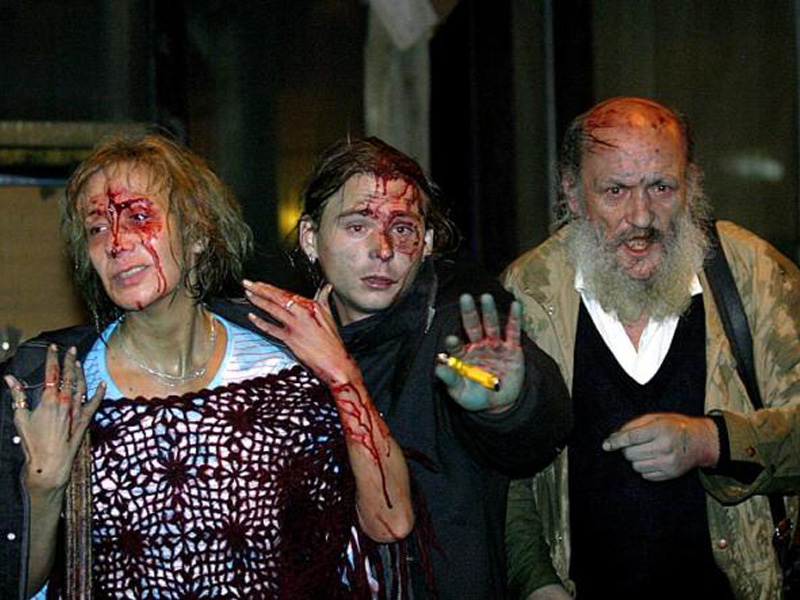
Néhányan a rendőri túlkapások áldozatai közül

A sérültek számáról eltérő adatokat hoztak nyilvánosságra: Molnár Lajos egészségügyi miniszter a Nemzetbiztonsági Kabinet október 24-i ülésén 167 sérültről számolt be (köztük 17 rendőr és 5 külföldi), közülük 33 fő kórházi ellátásban, 134 ambuláns ellátásban részesült. Az Országos Mentőszolgálat 141 civil sérültet jelentett. Az Egészségügyi Minisztérium adatai szerint október 23-án 195 sérülés történt, közülük 40 főt a helyszínen elláttak a mentősök, 4 személyt a központi mentőállomás ambulanciájára, 84 embert pedig kórházba szállítottak.
16 főnek okozott súlyos sérülést gumilövedék, őket többek között mellkasi, nyaki nyílt seb, hasfali lőtt seb, kézujj traumás amputációja, szemgolyóba hatoló idegen test és koponyaboltozati törés miatt kellett ellátni.

### Büntetőeljárás a demonstrálókkal szemben
Az október 23-i zavargások során 153 embert állítottak elő, 35-üket vették őrizetbe. A demonstrációban részt vevőkkel szemben nyomozati eljárás indult 69 személy ügyében.
A tankot vezető Horváth Györgyöt 2009. október 2-án tettéért 1 év 4 hónap felfüggesztett börtönbüntetésre ítélték.
A Társaság a Szabadságjogokért (TASZ) képviselői a rendőri fellépések kapcsán indult eljárásokban 11 személy védelmét, illetve jogi képviseletét látták el.
A Nemzeti Jogvédő Alapítvánnyal együttműködő ügyvédek mintegy 60 ügyben jártak el.

### Büntetőeljárás a rendőrökkel szemben
„Végül a legfontosabb: az alkotmányosság nem tűri az erőszakot. Az erőszakot és az erőszak közvetlen érzelmi előkészítését büntetni kell. Az erőszakkal lép ki az alkotmányosság keretéből a tüntető. Nincs mentség a tv-székháznál elkövetett bűncselekményekre. Nem lehet eltűrni azt az erőszakot sem, amit ellentüntetők a homoszexuális-tüntetés után elkövettek. Másrészt pontosan szabályozva van, hogy a rendőrség milyen kényszerítő eszközöket alkalmazhat. Ezek garanciális szabályok, túllépésük a jogállamot érzékenyen sérti. A jogállam próbája lesz, hogyan dolgozza fel az igazságszolgáltatás a tavaly szeptemberben, de főleg az október 23-i tüntetéseken történteket. Jogállamban a bűnt meg kell büntetni, mérlegelve minden súlyosbító és enyhítő körülményt. Nem a tisztességes eljárás kérdéses azokkal szemben, akik bíró elé kerülnek, abban bízhatunk. Hanem az a kérdés, kik állnak bíró elé.
2007. január 12-éig több mint 170 feljelentés érkezett a Fővárosi Ügyészséghez rendőrök ellen a 2006 szeptemberi és októberi eseményekkel kapcsolatban. Az októberi eseményekkel összefüggésben 133, a szeptemberben történtekkel kapcsolatban 38 feljelentés miatt indult nyomozás, büntetőeljárás hivatalos eljárásban történt bántalmazás ügyében. 2007. április 28-áig 6 rendőr ellen emeltek vádat hivatalos eljárásban elkövetett bántalmazás és testi sértés miatt.
Az Index internetes lap 2009 novemberi tényfeltáró riportja szerint egyes rendőri egységek kirívóan törvényellenes, sőt, szadista módon avatkoztak az eseményekbe. Különösen a V. László által vezetett alegység követett el rengeteg törvénytelenséget, indokolatlan brutalitást. A legtöbb súlyos sebesülést, a szemkilövéseket is ezen egység emberei hajtották végre. A számos büntetőeljárás során az egységet azonosították, mint a legkirívóbb túlkapásokat elkövetett csoportot, de felelősségre vonni egy esetben sem tudták, mivel a bíróság értékelése szerint a rendőrök falaztak, hazudtak a bíróságon. Csupán egy olyan rendfenntartó akadt, aki terhelően vallott az általuk elkövetett bűnökről, de a bíróság bizonyítékok hiányában egy esetben sem hozott ítéletet.
Nem sikerült azonosítani a Révész Máriusz országgyűlési képviselő elleni brutális verés elkövetőit sem. Két rendőrt bűnsegédlettel és bűnpártolással gyanúsítottak meg, mivel egyikük tétlenül szemlélte a bűncselekményt, másikuk pedig tudott róla, de szintén nem tett ellene semmit. Őket 2009 decemberében első fokon felmentették, ám 2011 áprilisában másodfokon egy év felfüggesztett szabadságvesztésre ítélték.
Az első jogerős ítélet 2011 szeptemberében született: Vágó László REBISZ-es őrnagy egy év nyolc hónapos börtönbüntetést és lefokozást kapott, mert eltörte egy járókelő ujját. Vágót 2006 után alezredessé léptették elő, majd 38 éves korában korkedvezményes szolgálati nyugállományba helyezték havi 278 ezer forintos nyugdíjjal.
2015. október 15-én fejenként 300 000 forintos pénzbüntetésre ítélték a volt REBISZ két munkatársát közokirat-hamisítás miatt. A két rendőr hamis jelentést készített egy férfi előállításáról.
- 2011 júliusában a 2006-os eseményekkel kapcsolatban a Debreceni Katonai Ügyészség eljárást indított Gergényi Péterrel szemben.[93] 2013 februárjában a Központi Nyomozó Főügyészség vádat emelt ellene, valamint Bene László és 12 további rendőrtiszt ellen.[94] A Fővárosi Törvényszék 2015. október 29-én kihirdetett elsőfokú ítéletében Gergényi Péter és Mittó Gábor (az MTV-székház ostroma idején a helyszíni rendőrparancsnok) a legenyhébb szankcióban, megrovásban részesült. A többi tizenkét vádlott esetében a bíróság megszüntette az eljárást.[95] 2016 májusában a Fővárosi Fellebbviteli Főügyészség fellebbezést nyújtott be és felfüggesztett börtönbüntetés kiszabására tett indítványt.[96]

### Rendőrség által elkövetett jogsértések
- Az október 23-i események kapcsán a rendőrséget komoly bírálat érte, a fejre és felsőtestre irányuló bakancsos lábbal végzett rúgásoktól kezdve, a rugós ólmosbottal (vipera) fejre leadott ütéseken át, a gumilövedékek és könnygázgránátok fejmagasságban való alkalmazásáig.[71]
- Számos esetben került sor olyan személyek rendőrök általi bántalmazására, megverésére, akikkel szemben ennek jogszabályi feltételei nem álltak fent, továbbá számos esetben bántalmaztak intézkedés alá vont személyeket azt követően, hogy már védekezésre, ellenállás tanúsításra képtelen állapotba került.[71]
- A símaszkos rendőrök törvényellenes módon nem viseltek azonosító jelet, így jórészt nem lehetett megállapítani a túlkapások elkövetőinek személyazonosságát. Az azonosító hiányát Gergényi Péter budapesti rendőrfőkapitány utólag a rendőrség öltözködési szabályzatára hivatkozva próbálta legalizálni.[71]
- A viperák használatát Gergényi Péter budapesti rendőrfőkapitány az atrocitások után tagadta.[97]
- Előfordult az is, hogy a rendőri intézkedés miatt megsérült személyt az intézkedés helyén hagytak, vagy rabomobilba tettek segítségnyújtás nélkül, illetve a megsérült személyt előállítást követően nem vagy csak jelentős késedelemmel juttattak orvosi ellátáshoz.[98]
- Gyakori volt, hogy a rendőrök eltakarták a kamerák és a szemtanúk elől azon kollégáikat, akik a földön fekvő személyeket éppen megbilincselték.[99]
- Egyes rendőrök a tüntetők zászlóit kitépték kezükből, földre dobták, megtaposták.[37]
- Október 23-án éjjel a Blaha Söröző vendégeit a rendőrség az utcára kergette, holott semmi nem utalt arra, hogy a tüntetésekhez közük lett volna. Az utcán rendőrök sorfala fogadta a menekülő embereket, ütlegelni, rugdosni kezdték őket, gumilövedékeket lőttek ki rájuk közvetlen közelről. Az eset során legalább egy áldozat életre szóló sérüléseket szenvedett.[71][99]
- Az Astóriánál a helyszín elhagyását elrendelő rendőrségi felszólítás után nem hagytak időt a hatvanezres tömegnek a távozásra, hanem másfél perc után elkezdték a tömegoszlatást.[71]
- 2007. július 5-én a TASZ azt állította, hogy hatásvizsgálat és rendszerbeállítási engedély nélkül, tehát a jogszabályi előírásokat megsértve vetette be a gumilövedéket a rendőrség. Az igazságügyi fegyverszakértői jelentés szerint az alkalmazott gumilövedékekkel csak olyan közelre lehet pontosan célozni, ahol azok már életveszélyes sérülést okoznak. Mindez a Gönczöl-bizottság vizsgálatából kimaradt.[68]

Az előállított személyek számos visszaélésről számoltak be vallomásukban, melyek egyes rendőrségi fogdákban és büntetés-végrehajtási intézményekben történtek, ahol megalázó, embertelen bánásmódot kellett elszenvedniük, a rendőrök megverték, bántalmazták, megrugdosták kínozták őket. Előfordult, hogy már megbilincselt embereket ütöttek, vertek véresre.
Az előállítottak többek között arról számoltak be:
- „…le kellett térdelnie a falhoz támasztott fejjel, hátratett kézzel. Megközelítően 30-45 percig kellett ilyen testhelyzetben várakoznunk, miközben folyamatosan szidalmaztak bennünket (…) fejünket a falba verve 1 órán át térdepeltettek minket.”[99]
- Több esetben szidalmazták, a rendőrök „kurvaanyáztak és cigányoztak is”.[100]
- „(…) a rohamrendőrök teljesen ad hoc módon fogdosták össze az embereket, többek között egy részeg hajléktalant is begyűjtöttek, aki kezdetben hangosan tiltakozott, ezért addig ütötték, amíg csöndben nem maradt. A kapitányságon lincshangulat fogadta a gyanúsítottakat: sorba ültették őket a folyosón, a mellettük őrködő rohamrendőrök gumibottal és a pajzsukkal ütötték-verték a hátrabilincselt kezű őrizeteseket, többeknek csontjuk tört.”[101]
- „Két rendőr meghalt, holnap már lövünk" – közölték velük ordítva. Később tizedmagukkal egy cellába kerültek, de mikor ügyvédet kértek, csak ennyit válaszoltak nekik: „ez nem Amerika, kisköcsög, nincs ügyvéd!.”[101]

Gyakori volt, hogy az előállított, őrizetbe vett személyek hozzátartozói csak több nap után, minden szóba jövő intézmény megkeresését követően tudhatták meg azt, hogy előállított családtagjuk melyik intézménybe került.

### Vizsgálatok
- Gyurcsány Ferenc felkérésére Gönczöl Katalin kriminológus professzor, volt ombudsman vezetésével szakértői vizsgálóbizottság alakult, amely a szeptemberi-októberi erőszakos megmozdulások okait, hátterét és következményeinek feltárását végezte. A testületnek hatvan nap alatt kellett a kormány számára átfogó szakmai értékelést készítenie és ajánlásokat megfogalmaznia. A 2007 februárjában elkészült 263 oldalas jelentés részletes történelmi-politikai-médiaelméleti elemzéseket tartalmaz. Az események felelőseit a magyar politikai osztály széles körében és a rendőri vezetők között nevezte meg.[103]
- 2006. november 15-én alternatív bizottság létrehozását határozta el az október 23-i történések vizsgálatára több jogász, Völgyesi Miklós és Morvai Krisztina vezetésével.[104] A 2007. február 23-án nyilvánosságra került – szintén igen részletes, 252 oldalas –  jelentésükben, majd annak március 1-i javított és bővített második kiadásában elsősorban Gyurcsány Ferenc miniszterelnököt teszik felelőssé az eseményekért, aki „tudott a rendőri brutalitások tényéről, az aránytalan rendőri fellépésről, s nemhogy vizsgálatot nem rendelt el ezekkel kapcsolatban, de kifejezetten biztatta, utasította a rendőri vezetőket a további erőszakra, jogsértésekre.”[99]
- 2007. január 23-án az Országos Rendőr-főkapitányság (ORFK) tényfeltáró bizottságot hozott létre az október 22–24-i események vizsgálatára. A bizottságot Papp Károly dandártábornok vezette. A Papp-bizottság 2007. július 6-án nevek nélkül,[105] július 24-én az adatvédelmi ombudsman állásfoglalása után nevekkel tette közzé jelentését,[106] amely szerint a rendőrség tevékenysége alapvetően törvényes volt, de több oldalon keresztül mutatja be a szakszerűtlenségeket, hibákat.
- 2010 májusában, a második Orbán-kormány megalakulása után Balsai István miniszterelnöki megbízott feladata lett a zavargások kivizsgálása.[107][108] A 2011 márciusában elkészült, és szeptemberben nyilvánosságra hozott jelentés[71] a 2006-os politikai és rendőri vezetők, elsősorban Gyurcsány Ferenc felelősségét tartotta vizsgálandónak. A dokumentum szerint Szabadfi Árpád Győr-Moson-Sopron megyei és Gergényi Péter korábbi budapesti rendőrfőkapitány esetében felmerülhet az elöljárói intézkedés elmulasztásának törvényi tényállása.[109]
- 2010 májusában az Országgyűlés emberi jogi bizottsága „A 2002 és 2010 között és különösen 2006 őszén az állam részéről a politikai szabadságjogokkal összefüggésben elkövetett jogsértéseket vizsgáló albizottság”-ot hozott létre. Elnöke Gulyás Gergely (Fidesz), alelnökei Ékes Ilona (Fidesz) és Gaudi-Nagy Tamás (Jobbik), az MSZP nem vett részt a munkában. A bizottság az eseményekben érintett állami és rendőri vezetőket valamint szakértőket hallgatott meg.[110] Jelentésük[111] elkészülte után Gulyás Gergely három feljelentést tett ismeretlen tettes ellen az ügyészségen.[112]
- 2012 májusában Hende Csaba honvédelmi miniszter által elrendelt belső HM-vizsgálat azt mutatta ki, hogy a Honvédség törvénytelenül adott át a Rendőrség részére a 2006-os tiltakozások idején tömegoszlatáshoz szükséges gránátokat, gránátvetőket, valamint egy barikád felszámolásra alkalmas teherautót. A honvédelmi törvény tiltja, hogy fegyvereket adjanak át rendvédelmi célra, ráadásul az átadás nem is történhetett volna meg csak háború, vagy szükségállapot idején, az országgyűlés vagy a köztársasági elnök felhatalmazásával.[113]

### Kártérítések
- 2009 januárjában peren kívüli egyezség keretében négymillió forintot és kétéves kamatait, összesen 4,5 millió forintot fizetett a REBISZ jogutóda, a Készenléti Rendőrség egy férfinak, aki bal szemére teljesen megvakult, miután a rendőrség gumilövedékkel kilőtte a fél szemét. Az elkövető kiléte a nyomozás során nem volt megállapítható.[114]
- 2009. július 1-jén a BRFK-t és a REBISZ jogutódját egymillió forint kártérítés megfizetésére kötelezte a Legfelsőbb Bíróság, mert a budapesti Alkotmány utcában indokolatlanul ütöttek le, állítottak elő, és tartottak fogva több mint két napig egy békés tüntetőt.[115]
- 2014 szeptemberében a Fővárosi Törvényszék elsőfokú, nem jogerős ítéletével 500 ezer forint kártérítés megfizetésére kötelezte a Készenléti Rendőrséget, amiért jogelődjének, a Rebisz-nek az emberei 2006 októberében a Blaha Lujza térnél bántalmaztak egy fiatalembert miután elfogták.[116]
- 2014 decemberében másodfokon is megnyerte a rendőrség ellen indított pert egy egyetemi tanár, akit 2006-ban a Kossuth térnél ok nélkül letepertek, maradandó sérülést okozva megbilincseltek, majd öt órára előállítottak. A rendőrségnek kétmillió forint nem vagyoni kártérítést kell fizetnie a tanárnak, akinek csak annyi volt a bűne, hogy megkérdezte az egyenruhásoktól, miért nincs rajtuk azonosító.[117]

### Kitüntetések
2006. november 17-én a  Fővárosi Közgyűlés „Budapest rendőrfőkapitányaként a főváros közbiztonságának megszilárdítása érdekében végzett intenzív és innovatív munkájáért” Gergényi Péternek Budapestért díjat és Budapest Közbiztonságáért Emlékérmet adományozott. A díjaktól 2011 szeptemberében a következő Közgyűlés megfosztotta.
Azóta több, az eseményekben közreműködő rendőri vezető előléptetésben részesült.

### A zavargások feldolgozása
- Pesty László szervezésében „Az erőszak pillanatai” címmel a Pesty Fekete Doboz novemberben fotókiállítást szervezett, melynek célja a figyelem felhívása volt az október 23-i  a rendőri túlkapásokra. A kiállítást először egy bútorraktárban rendezték be, mert a fővárosi galériák visszautasították a bemutatását,[121] majd átköltözött a Polgárok Házába.[122]
- Pesty László később dokumentumfilmet is készített az eseményekről, Megsebzett ünnep címmel.[123][124] A közel fél órás oknyomozó film az alkotók anyagai mellett a Magyar Televízió, a Duna Televízió és a Hír TV felvételeiből áll.[125]
- Kerényi Imre 2011-ben a készülő új alaptörvény díszkiadásához több festményt is rendelt, többek között a 2006-os eseményeket feldolgozó festményt is. A művet Lovasroham címmel Korényi János festette meg.
- Debreczeni József, a Gyurcsány Ferenc vezette Demokratikus Koalíció (DK) alelnöke 2012 októberében megjelent A 2006-os ősz című könyvében arra tesz kísérletet, hogy összefoglalja a 2006 őszén Magyarországon lezajlott politikai tiltakozások történetét és meghatározza azok jellegét.[126]
- 2013-ban jelent meg az Elment az öszöd című film Dézsy Zoltán rendezésében, amely fikció, 2017-ben játszódik. A 82 perces játékfilm nem aratott sikert, úgy az IMDb-én, úgy a Port.hu-n nagyon gyenge értékeléseket kapott, és a mozikban is nagyon kevesen látták.[127]
- 2021-ben Áldozatok 2006 címmel dokumentumfilmet forgatott az egykori eseményelkrők Skrabski Fruzsina és Bodoky Tamás. A filmben elsősorban az indokolatlanul bántalmazott emberekkel készítettek interjút, amely 2021. október 20-án került vetítésre, később a Duna Televízió és vetítette pár nap múlva, majd az Átlátszó.hu-n is elérhetővé tették a film alkotói.
- A beszédet és következményeit évekkel később újból megfilmesítették. Az újabb alkotás az Elk*rtuk címet viseli, rendezője a brit Keith English. A filmben Dobrev Klárát Gubás Gabi játssza. A producere Kálomista Gábor. Az IMDB adatai szerint a film 800 millió forintból készült, értékelése az IMDB adatbázisa szerint 1,5.[128][129] A politikai krimit 2021. október 21-én mutatták be, amelyet aztán művészfilmnek minősítettek.[130]